# Comtat de Virovitica-Podravina
El comtat de Virovitica-Podravina - Virovitičko-podravska županija és un comtat de Croàcia situat al nord d'Eslavònia. La capital és Virovitica i inclou els marges del riu Drava, d'on li prové el nom Podravina. Una altra ciutat important és Slatina.

## Població
| Ètnia      | Nombre | Percentatge |
| ---------- | ------ | ----------- |
| Croats     | 83.554 | 89,47%      |
| Serbis     | 6.612  | 7,08%       |
| Hongaresos | 255    | 0,27%       |
| Albanesos  | 229    | 0,25%       |
| Txecs      | 92     | 0,10%       |

## Divisió administrativa
Virovitica Podravina es divideix en:
- Ciutat de Virovitica
- Vila de Slatina
- Vila de Orahovica
- Municipi de Pitomača
- Municipi de Špišić Bukovica
- Municipi de Lukač
- Municipi de Gradina
- Municipi de Suhopolje
- Municipi de Sopje
- Municipi de Voćin
- Municipi de Čađavica
- Municipi de Nova Bukovica
- Municipi de Crnac
- Municipi de Mikleuš
- Municipi de Čačinci
- Municipi de Zdenci

## Govern del comtat
L'assemblea del comtat és formada per 42 representants, i composta per:
- Unió Democràtica Croata (HDZ) 11
- Partit dels Camperols de Croàcia (HSS) 10
- Partit Socialdemòcrata de Croàcia (SDP) 7
- Partit Social Liberal de Croàcia (HSLS) 4
- Partit Popular Croat (HNS) 4
- Partit Croat dels Drets (HSP) 3
- representants independents 2
- Representant de minories 1

Basat en els resultats de les eleccions del 2005.